# Suprémacisme blanc
Pour les articles homonymes, voir WP.
Le suprémacisme blanc est une idéologie raciste, fondée sur l'idée de la supériorité raciale de la catégorie sociale « race blanche », sur toutes les autres catégories construites par les sciences racistes. Plus largement, il considère la civilisation occidentale comme dominante et supérieure aux autres. Le nationalisme chrétien est aussi un aspect notable du suprémacisme blanc. Le sud des États-Unis sous les lois Jim Crow (1877-1964) et l'Afrique du Sud sous l'apartheid (1948-1994) sont les deux exemples parmi les plus marquants de régimes politiques ouvertement fondés sur le suprémacisme blanc.
En sciences sociales, la suprématie blanche peut aussi faire référence au racisme structurel, c'est-à-dire à la structure sociale hiérarchique dans laquelle les blancs occupent une position privilégiée, par rapport aux autres catégories sociales basées sur la notion de race, malgré le principe d'égalité devant la loi.

## Notion
La notion de « suprématie blanche », parmi les théories suprémacistes en général, est enracinée dans l'ethnocentrisme et un désir d'hégémonie — dont le colonialisme impérialiste est l'un des vecteurs – et a fréquemment conduit à des violences contre les individus considérés comme « non blancs ».
Des groupes défendant la suprémacie blanche peuvent être rencontrés dans de nombreux pays et régions où la population est à prédominance « blanche », dont l'Amérique du Nord, l'Europe, la Russie, l'Australie, la Nouvelle-Zélande, et l'Amérique latine, et dans une moindre mesure, les Afrikaners d'Afrique du Sud.
En sciences sociales , la suprémacie blanche peut aussi faire référence à la structure sociale hierarchique où les blancs occupent une position prévilégiée, par rapport aux autres groupes sociaux basés sur la notion de race, malgré l'égalité de droit,. La suprémacie blanche est aussi liée au colonialisme
La législation de nombreux pays et des conventions internationales interdisent les propos racistes et les organisations qui les défendent, mais la liberté d'expression, aussi garantie dans de nombreux pays, complexifie le contrôle effectifs des propos pouvant être jugés racistes ou haineux.
De nombreux partisans de l'extrême droite et d'autres idéologies marginales ne reconnaissent pas comme « blancs » un certain nombre de groupes ethniques qui sont habituellement classés comme caucasiens, et qui sont en fait également classés comme « blancs » (les Juifs, les Perses, la plupart des Arabes et des groupes ethniques du Moyen-Orient et d'Afrique du Nord, les Hispaniques/Latinos d'apparence caucasienne) sur la base de critères culturels et religieux, en les contrastant avec des critères anthropologiques distinguées,.
La hausse des propos racistes à l'encontre des non-blancs sur les médias sociaux, est rapporté par l'ONU en 2023

## Mouvements
Le Nationalisme chrétien, à ne pas confondre avec la religion, est un courant souvent associé au suprémacisme blanc.

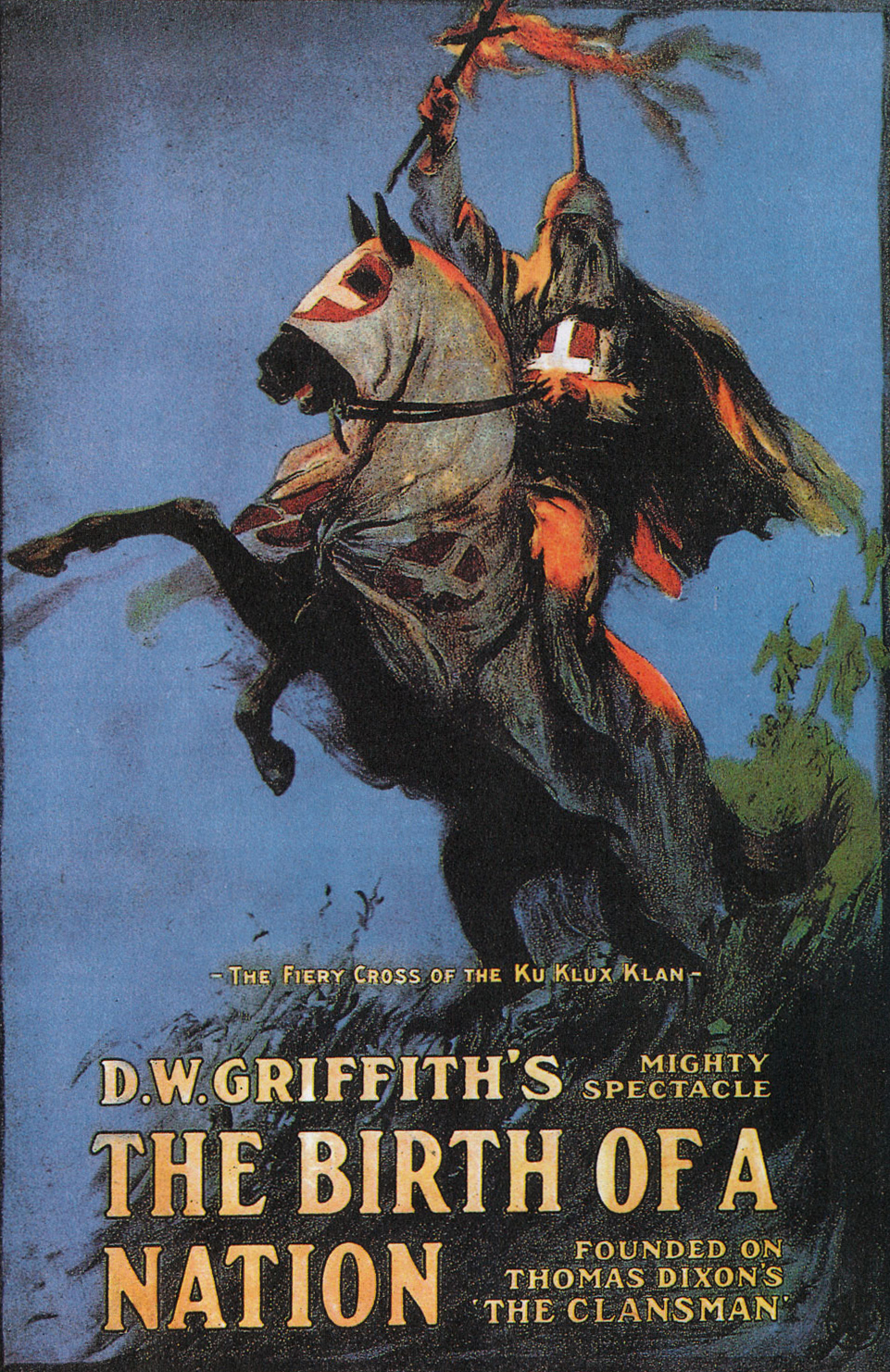
Affiche du film Naissance d'une nation, 1915.

### Europe
Les termes indo-européen et aryen s'imposent dans les années 1810. Dans le cadre de la colonisation britannique apparaît l’expression « suprématie blanche ». La conception racialiste naît au croisement du développement des États coloniaux et des théories scientifiques contemporaines. À la fin du XIXe siècle, le racisme est pour l’historien Nicolas Lebourg « une réaction dans tous les sens du terme » : c’est une impulsion à l’encontre de l’évolution du monde qui fait se côtoyer de nombreuses ethnies et une aspiration à le « restaurer ».

### Amérique
Aux États-Unis, le Ku Klux Klan (KKK) est un groupe associé au mouvement suprémaciste comptant jusqu’à quatre millions d’adhérents en 1920. D'autres groupes défendent une « pureté génétique », et ne se limitent pas à la couleur de peau. Ces groupes sont ainsi fréquemment antisémites et néonazis.
Pour préserver « la pureté » de la race blanche, le gouvernement américain interdit les mariages entre blancs et non-blancs jusqu'en 1967. Les mariages entre blancs et non blancs sont autorisés par une décision de la Cour suprême des États-Unis, dans le jugement Loving v. Virginia qui abroge toute loi qui apporterait des restrictions au droit au mariage en se fondant sur la race.

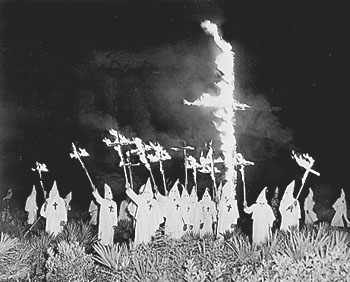
Le Ku Klux Klan à Gainesville (Floride, États-Unis) le 31 décembre 1922.

### Afrique
En Afrique du Sud les mariages entre blanc et non-blancs sont interdits jusqu'en 1985 par le Prohibition of Mixed Marriages Act, voté par le gouvernent du régime d’apartheid du président Daniel François Malan.

## Racines dans le racisme scientifique
Emmanuel Kant ébauche une hiérarchie raciale formalisée dans son œuvre anthropologique Géographie physique,. Il y écrit, « Dans les pays chauds, les hommes mûrissent plus vite à tous égards, mais ils n'atteignent pas la perfection des zones tempérées. L'humanité atteint la plus grande perfection dans la race des Blancs. Les Indiens jaunes ont déjà moins de talent. Les Nègres sont situés bien plus bas »,. Kant ajoute que les Blancs « possèdent toutes les impulsions de la nature dans les affects et les passions, tous les talents, toutes les dispositions à la culture et à la civilisation et peuvent aussi promptement obéir que gouverner. Ils sont les seuls avançant toujours à la perfection »,.
Au XIXe siècle, les élites politiques et intellectuelles tentent de fonder historiquement et scientifiquement la suprématie de la race blanche, donnant au concept de « race » une ampleur jusqu'ici jamais observée dans l'histoire de l'humanité, élevant la « race blanche » au sommet des autres races désormais définies par leur couleur, jaune, noire, rouge et blanche.

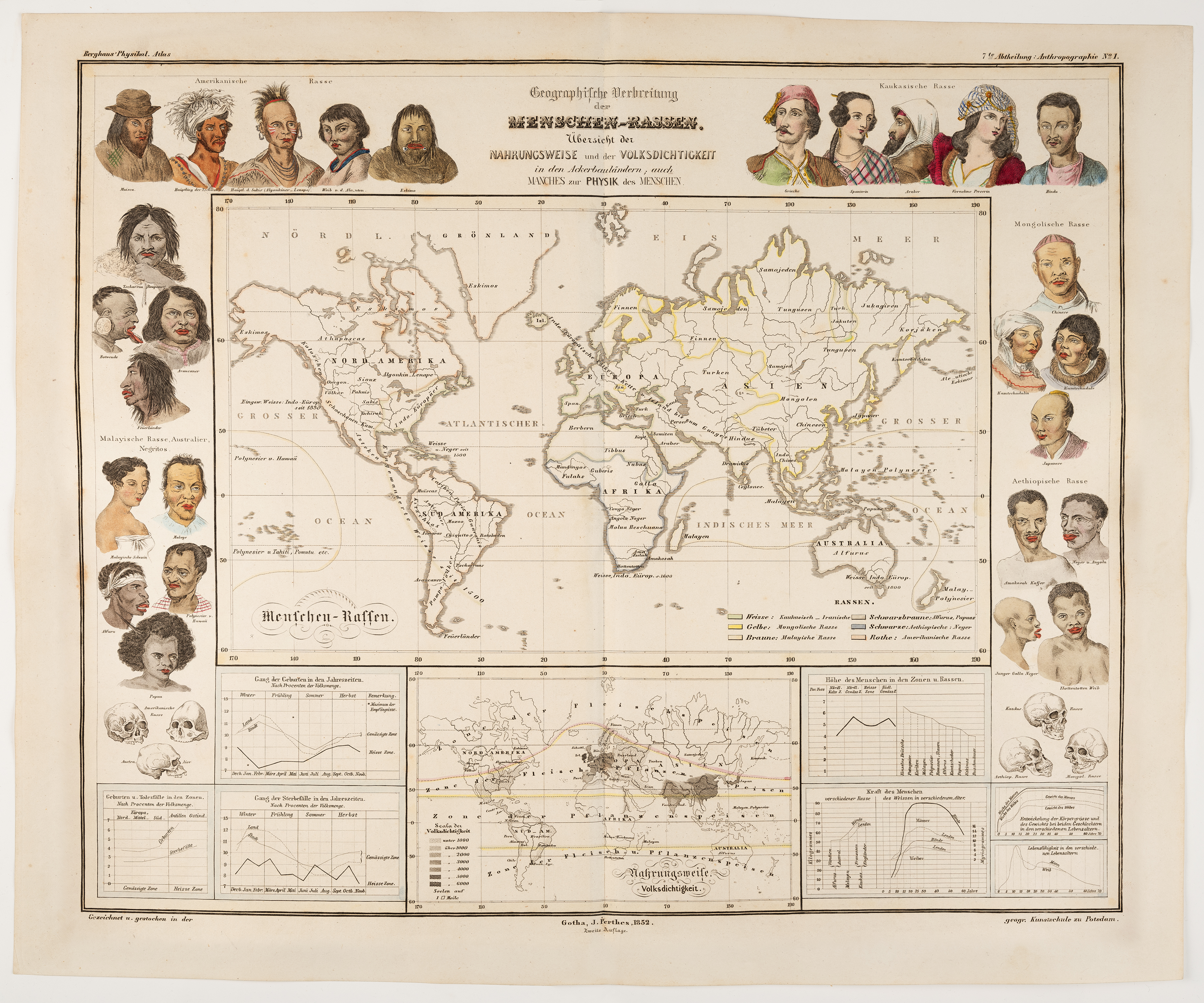
Geographische Verbreitung der Menschen-Rassen… / Répartition géographique des races humaines… Heinrich Berghaus. 1852.

C’est à Arthur de Gobineau que l’on doit le premier livre en français s'appuyant sur la science pour tenter de prouver la hiérarchie des races, avec la race blanche à son sommet. Dans son Essai sur l’inégalité des races humaines,, paru en deux livraisons, entre 1853 et 1855, il écrit : « Les deux variétés inférieures de notre espèce, la race noire, la race jaune, sont le fond grossier, le coton et la laine, que les familles secondaires de la race blanche assouplissent en y mêlant leur soie tandis que le groupe arian, faisant circuler ses filets plus minces à travers les générations ennoblies, applique à leur surface, en éblouissant chef-d'œuvre, ses arabesques d'argent et d'or »,.

## Conséquences géopolitiques
Le suprématisme blanc, associé à la colonisation européenne de l'Afrique, de l'Asie, des Amériques et de l'Océanie, affecte violemment les populations non blanches du monde entier. La croyance dans la supériorité de la race blanche induit sa « mission civilisatrice », principal argument des hommes politiques européens qui souhaitent convaincre de la nécessité de mener des guerres coloniales et d'émigrer vers les colonies. Jules Ferry, alors ministre, dit en 1885 : « Je répète qu’il y a pour les races supérieures un droit, parce qu’il y a un devoir pour elles. Elles ont le devoir de civiliser les races inférieures »,.